# 2006年9月

## 9月30日
- 新加坡前总理李光耀为其发表的“马来西亚与印尼华人边缘论”向马来西亚首相阿都拉·巴达威道歉[1]，但不收回言论[2]。

## 9月29日
- 载有150余人的巴西戈尔航空公司1907航班在马托格罗索州境内失踪。[3]
- 泰國媒體報導，軍事執政團選擇前陸軍總司令、現為皇室顧問的蘇拉育為新任總理。[4]
- 台海两岸中秋包机服务首航。[5]

## 9月28日
- 泰國新曼谷國際機場當地時間凌晨3時開幕，取代有80多年歷史的曼谷廊曼國際機場。
- 香港国泰航空公司宣布完成收购港龙航空公司。[6]
- 中国最新一代核聚变实验装置EAST在安徽合肥首次放电，成功获得电流超过200千安、时间近3秒的高温等离子体放电。

## 9月27日
- 中國國務院總理溫家寶主持召開國務院常務會議，嚴肅處理鄭州市違法批准征收佔用土地建設龍子湖高校園區問題。中央紀委常委會已決定，分別給予河南省委常委、政法委書記（原任河南省副省長）李新民和河南省委常委、鄭州市委書記王文超（原任鄭州市市長）嚴重黨內警告處分。[7]
- 香港公共廣播服務檢討委員會建議，日後香港電台脫離政府，由獨立的董事局監管，行政總裁為總編輯。[8]
- 伊朗总统马哈茂德·艾哈迈迪内贾德在一个研讨会上重申，伊朗不会在自己正当的核权利问题上作出让步，也不会中止铀浓缩活动。[9][10]
- 一份公佈的聯合國報告指出，伊拉克戰爭為蓋達組織提供了訓練中心及生力軍。[11]
- 美國科羅拉多州一間中學發生槍擊案：一位53歲男子挾持人質對峙，最後槍殺1名學生後自殺（英语：Platte Canyon High School shooting）。[12]
- 美国众议院25名共和党和民主党议员致函众议院议长丹尼斯·哈斯特德，要求众议院尽快处理“随军慰安妇决议案”，要求日本政府承认动员随军慰安妇的事实和责任，承诺不再发生此类事情。[13]
- 菲律宾遭遇台风象神侵袭，造成上千名旅客滞留。[14]
- 法国在一架飞机上模拟失重情况下，成功完成一项外科手术。[15][16]
- 喬治亞政府以間諜罪名起訴四名俄羅斯軍官，指控他們長期於喬治亞從事間諜活動；俄國政府稱這是「嚴重挑釁」。

## 9月26日
- 上午傳出2007年維基媒體國際大會主要贊助商中華電信未能全額贊助，恐怕使臺北市主辦大會增添變數；但後來經由中文維基百科管理員（同時為本次大會主要公關）的溝通，中華電信已於下午發布新聞稿澄清並全力支持2007年維基媒體國際大會的舉辦。
- 安倍晋三就任第90届、第57位日本首相。[17]

## 9月25日
- 經過超過30小時的討論後，維基媒體國際大會主辦城市評審團於UTC時間凌晨零時正式宣佈，2007年維基媒體國際大會將由台湾臺北市舉行。
- 針對台灣陳水扁總統的修憲變更領土說，美國國務院發言人凱西表示，美國繼續反對任何一方片面改變現狀，美國「非常嚴肅看待陳水扁總統一再重申的各項保證」，包括他所說的，不允許憲改議題觸及領土定義。[18][19]

## 9月24日
- 中共中央政治局召開會議，決定由中共中央紀律檢查委員會對中共中央政治局委員、上海市委書記陳良宇因社保基金挪用案立案檢查，免去他的上海市委書記、常委、委員職務，停止其中央政治局委員、中央委員職務。[20][21]
- 在马德里举行的世界羽毛球锦标赛上，中国选手林丹获得男单冠军，谢杏芳获得女单冠军，傅海峰／蔡赟获得男双冠军，高崚／黄穗获得女双冠军，英国选手罗布森／埃姆斯获得混双冠军。搜狐体育[22][23][24][25][26]
- 英国执政党工党年会在各反战团体的抗议声中在英国第三大城市曼彻斯特拉开帷幕。[27]
- 由埃及总理纳齐夫直接领导的埃最高能源委员会在开罗举行第一次会议，通过了一项利用包括核能在内的新能源发电计划。 [28][29]
- 萨达姆辩护律师团首席律师哈利勒·杜莱米表示，由于审判萨达姆的伊拉克高等法庭存在严重违法行为，律师团将无限期抵制对萨达姆犯有种族屠杀罪名的审判。[30]
- 中國孔子基金會在孔子故里山東曲阜向全球正式發布孔子標準像定稿。[31][32]
- 台灣總統陳水扁在民進黨憲政改造研討會中拋出「準制憲」議題，表示現行憲法中以「固有疆域」來界定領土範圍，已對現實問題產生衝擊。[33][34]

## 9月23日
- 委内瑞拉强烈抗议美国扣留该国外长尼古拉斯·马杜罗。[35]美国国土安全部发言人否认有关马杜罗在纽约肯尼迪国际机场受到警方短暂拘留的报道。美国国务院代理发言人证实，在马杜罗抵达肯尼迪机场时“确实发生过令人遗憾的事情”，并称，“美国政府已向马杜罗外长和委内瑞拉政府表示道歉”。[36]
- 应中国国家航天局局长孙来燕的邀请，美国宇航局局长迈克尔·格里芬开始对中国进行6天的访问。[37]
- 法國地區報章共和報指出，根據法國秘密情報單位的報告，阿爾蓋達組織首腦拉登在8月底已在巴基斯坦死於傷寒，但美國和法國政府也無法證實有關消息。[38]
- 日本航天局成功发射一颗太阳航天探测器。[39]
- 全世界的穆斯林先后进入斋月“拉玛丹月”。[40]

## 9月22日
- 在德国南部埃姆斯兰的一輛磁悬浮列車於高架路试验路段與停在上面的工程車相撞，相撞时列车速度为200公里／小时。事故造成23人死亡。事故发生后，总理安格拉·梅克尔和联邦交通部长分别中断各自的会议赶到现场。[41][42]
- 州衛生官員表示，美国愛達荷州一名兩歲男童，以及馬里蘭州一名86歲老婦人疑因感染大腸桿菌喪命，使得這波新鮮菠菜大腸桿菌疫情死亡人數達到三人。[43]
- 新加坡媒体报道，新加坡有关部门已完成对6种SK-II品牌化妆品的检测工作，结果发现这些产品中确实含有少量的重金属铬和钕。[44]
- 真主党领导人纳斯鲁拉出席庆祝“战胜以色列”活动时说，真主党永远不会被迫放下武器。[45][46]
- 香港警方以涉嫌企圖導致爆炸及意圖危害生命或財產，將一名21歲的網民拘捕。該網民自稱「真主教恐怖分子」，詢問如何製造炸彈炸毀「迪迪尼」。

## 9月21日
- 东京都地方法院做出判决，裁定教职员工没有向“日之丸”国旗肃立以及齐唱“君之代”国歌的义务。[47]
- 正在美國訪問的巴基斯坦總統穆沙拉夫接受訪問時說，美國曾以轟炸巴基斯坦脅逼巴國加入反恐行列。[48][49]

## 9月20日
- 安倍晋三在日本自民党总裁竞选中获胜，很可能出任日本下一届首相。[50]
- 匈牙利總理玖爾恰尼承認在選舉中向選民說謊，引發反政府抗議，要求總理下台。在布達佩斯街頭，連續第二晚發生警民衝突。示威者向警察丟擲石塊，而警察則以催淚彈與水炮回敬示威者。[51]
- 泰國軍事政變領導人颂提·汶雅叻格林表示軍方將在兩周內任命替換的新總理。[52]
- 欧洲空间局说，欧洲环境卫星发回的图片显示，欧洲北部至北冰洋一带的永冻冰正在以前所未有的速度松动融化。[53]
- 一架载有多名伊朗政府高官的客机在经由土耳其领空返回德黑兰途中，被土耳其强制要求在伊斯坦布尔机场降落，并被扣留数小时。[54]

## 9月19日

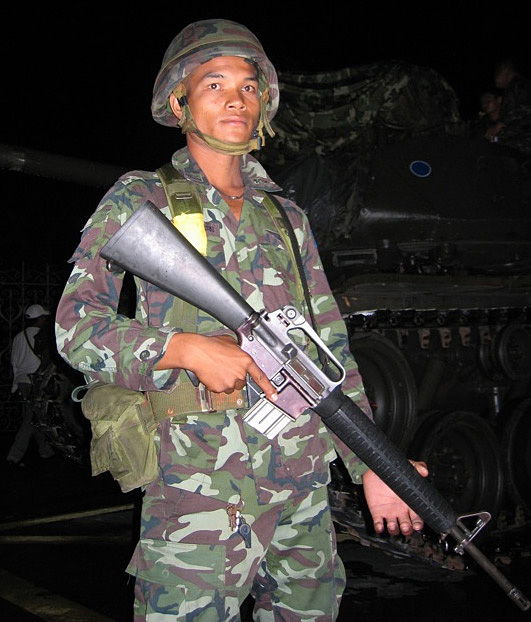
軍事政變後持步槍戍守曼谷街頭的泰國皇家軍隊士兵

- 美国宇航局宣布亚特兰蒂斯号航天飞机由于有神秘物体脱落将推迟一天着陆，宇航员将检查航天飞机受损情况。[55][56]
- 泰国首都曼谷发生军事政变，軍方派出十多輛坦克封鎖了曼谷政府大樓周圍的道路，正在紐約參加聯合國大會的他信宣佈泰國進入緊急狀態，並宣布解除陸軍司令職務。[57][58][59]

## 9月18日
- 西南索马里拜多阿國會門前15分鐘內發生兩宗汽車炸彈爆炸。汽車爆炸時總統阿卜杜拉希·尤素福·艾哈邁德的車隊正經過現場，索馬里外長指爆炸旨在謀殺總統。[60]
- 梵蒂冈派出神職人員到伊斯兰教國家，解釋教皇本篤十六世並無意冒犯伊斯兰教。[61]
- 國際貨幣基金會以90.6%成员国同意通過了一項計劃，增加中國、韓國、墨西哥和土耳其四個新興經濟體的投票權比重，以更能反映他們在全球經濟中的分量。[62]
- 来自世界各国的60多位国家元首和领导人的夫人及教育部长聚集在纽约公共图书馆参加白宫全球扫盲会议，呼吁各国政府为推进扫盲事业作出不懈努力。[63]

## 9月17日
- 伊朗总统内贾德对委内瑞拉进行访问，加强两国的双边合作。在内贾德访问期间，两国签署20项商业协议，覆盖了石油勘探等各个经济领域。[64]
- 颱風珊珊下午登陸日本西南部的九州，強風暴雨下有8人死亡，240人受傷。[65]
- 瑞典温和联合党主席林费尔德率领在野的瑞典温和联合党、人民党、中央党和基督教民主党组成的中右联盟获胜，将取代以社会民主党（社民党）为主联合左翼党、环境党组成的中左联盟，在今后4年执政。[66]

## 9月16日
- 本篤十六世發表聲明，對他較早時的言論令伊斯蘭教徒感到受傷害，表達抱歉。[67]
- 伊朗总统马哈茂德·艾哈迈迪内贾德与朝鲜最高人民会议常任委员会委员长金永南在古巴首都哈瓦那举行了会谈。双方决定共同推进核开发，团结一致对抗美国。[68]

## 9月15日
- 台灣的百萬人民倒扁運動進行圍城遊行，行動總指揮施明德宣布圍城成功，大會聲稱有一百萬人參與，而台北市警方則說有三十二萬人。[69]
- 纏訟長達十年之久的日本奧姆真理教前教主麻原彰晃，涉嫌發動東京地鐵毒氣案，日本最高法院判定麻原彰晃維持死刑，全案定讞不得上訴。[70]

## 9月14日
- 香港以南水域在晚上7時53分（香港時間）黎克特制3.5 級地震，歷時2-3秒，震央位於香港的東南偏南約36公里（北緯22.0度，東經114.3度）的擔桿列島海域，該次發生地震的海域並不屬於香港特別行政區管轄範圍內，是屬於珠海市管轄範圍內。香港上一次發生地震是1995年。 [71][72][73][74]。
- 日本193人集體控告下任首相大熱人選安倍晉三支持右翼篡改歷史教科書。[75]
- 驻伊拉克美军发表声明说，首都巴格达当天发生多起针对驻伊美军的袭击事件，共造成4名美军士兵丧生，25名士兵受伤。[76]
- 俄罗斯航天兵发言人对媒体说，俄当天成功将一颗属于“宇宙”系列的军用卫星送入了预定轨道。[77]

## 9月13日
- 中華民國總統陳水扁表示，面對連續14年叩關聯合國挫敗後，必須採取不同策略來爭取台灣的權利；在七成九的民眾贊成以「台灣」名義申請加入聯合國下，未來應該認真思考以「台灣」名義直接申請加入聯合國，以新會員國的身分重新申請，以回應民意的要求。[78]
- 美国国家海洋和大气管理局报告说，种种迹象表明，“厄尔尼诺”已在赤道附近的太平洋海域形成并将持续到明年初，预计将有多个国家受波及。[79]
- 据伊拉克内政部消息人士透露，首都巴格达地区在短短一天之内就发现60具尸体，这些尸体全部身份不明。[80]
- 俄羅斯央行第一副總裁柯茲洛夫（Andrei Kozlov）遭槍擊，傷勢嚴重，在醫院仍未脫離險境。[81]
- 联合国环境规划署宣布，该署与网上搜索引擎公司“谷歌”（Google）合作开发的网上3维环保热点地图，正式开通。[82]
- 联合国人口基金（UNFPA）和国际移民组织（IOM）在联合国总部共同举办妇女与移民和发展问题专题研讨会。[83]

## 9月12日
- 美国驻叙利亚大使馆遭袭击，数人丧生。[84][85][86][87]
- 日本秋篠宮文仁親王与秋篠宮妃紀子的長男被命名為「悠仁」，他的象徵記號是高野槙。[88][89]
- 日本各大媒體報導，日本現任農林水產省副大臣宮腰光寬曾於八月秘密訪台，並會見包括陳水扁總統在內的政府高層。[90]
- 台灣民進黨主席游錫堃飛抵華府，展開四天的政黨外交訪問。上午與白宮副國家安全顧問柯羅契進行晤談。[91][92]
- 联合国连续14年否决台灣参与议案。[93]

## 9月11日
- 南太平洋島國東加王國的國王杜包四世凌晨於新西蘭病逝，享年88歲。他在位41年，是當代在位年期最長的君主之一；體重一度達462磅的他，更被列入健力士世界紀錄最肥胖君主。[94][95]
- 亞歐高峰會議結束，與會代表同意致力減少全球暖化、反恐和繼續進行世貿會談。[96]
- 在卡塔尔半岛电视台播出的一份錄影帶裡，“基地”组织二号人物扎瓦希里威胁说，该组织接下来将要袭击的目标是以色列和波斯灣国家。[97]
- 去年被中國驅逐出國的新疆維吾爾族女商人、著名維權人士熱比婭，獲諾貝爾和平獎提名。[98][99]
- 「記者無疆界」組織發表聲明，對中國頒布管理外國通訊社的新辦法表示嚴重關注，並呼籲國際社會對中國限制資訊自由傳播的新企圖採取聯合行動。美國國務院發言人蓋勒戈斯對此限制表示嚴重關切。歐盟貿易專員曼德森指出，北京此舉顯然違背2001年加入世貿組織（WTO）時所做的金融資訊自由化承諾，並誓言積極催逼此事。[100][101][102]

## 9月10日
- 一級方程式賽車世界冠軍宣布将在赛季结束后退役。[103]
- 新华社发布《外国通讯社在中国境内发布新闻信息管理办法》，并从发布之日起施行。[104][105]

## 9月9日
- 效力於紐約洋基隊的台灣旅美球員王建民先發出戰巴爾的摩金鶯隊，以主投7.1局，被擊出八支安打失一分的表現，率領洋基以3:2力克金鶯，獲得本季個人第十七勝，並列美國聯盟勝投王，同時單季投球局數也達到200局的里程碑。[106][107]
- 中國國務院總理温家宝抵达芬兰首都赫爾辛基出席亞歐會議。[108]
- 第63届威尼斯国际电影节正式闭幕，中国导演贾樟柯凭借电影《三峡好人》获得該影展最高影片奖项金狮奖。[109]
- 中国选手刘翔在德国斯图加特国际田联总决赛男子110米栏决赛中以12秒93夺得冠军并打破赛会纪录。[110]
- 印度西部馬哈拉什特拉省馬列加恩市分別發生數起爆炸事件，造成最少四十七死、超過一千人受傷。[111]
- 台灣倒扁静坐運動开始。[112][113][114]
- 美國國家航空暨太空總署成功發射「亞特蘭提斯號」太空梭，此行目的是要接續停頓已久的國際太空站建造工程。[115]

## 9月8日
- 台灣百萬人倒扁運動領導人施明德的前妻艾琳達，上午出面呼籲停止靜坐，強調9月9日是毛澤東的忌日，不應該把凱達格蘭大道變成一片「紅海」，不然將會成國際大笑話。[116][117][118]
- 伊拉克總理馬里奇和駐伊美軍最高指官凱西上將簽署了一份協議，美國把伊拉克軍隊的作戰指揮權交還給伊拉克政府。[119]
- 台灣旅美棒球選手郭泓志首度在大聯盟擔任道奇隊先發投手，在紐約大都會球場作客之役，表現優異，投出生涯首場先發勝投。[120]

## 9月7日
- 英國首相布萊爾宣佈，自己將會在2007年工黨大會舉行前辭職。[121]
- 中国新东方教育科技集团在美国纽约股票交易所上市，成为第一家在美国上市的中国教育服务公司。[122]
- 以色列总理办公室宣布，以色列已经解除对黎巴嫩机场的封锁，对黎港口的封锁将推迟48小时。[123]
- 卡塔尔半岛电视台播放了一盘新录像带，介绍了基地组织在发动九一一袭击事件前的准备活动。[124]
- 俄罗斯国防部新闻和公共关系局对新闻界说，俄军方当天试射的一枚“布拉瓦”（又称“圆锤”）洲际弹道导弹偏离轨道并坠入海中。试射活动宣告失败。[125]
- 中國國台辦主任陳雲林與來訪的國民黨中央政策會執行長曾永權共同宣布，國、共兩黨兩岸農業論壇將改在大陆舉行，此一宣布意味著陳雲林訪台案破局。[126]
- 由微軟協助設計，被形容為「未來學校」的高科技學校，在美國賓州費城正式開學。[127]
- 台灣原中正國際機場正式更名為台灣桃園國際機場。

## 9月6日
- 日本王妃秋篠宮妃紀子剖腹誕下一名男嬰，使日本皇室41年來首次有男性出生。此嬰兒亦成為日本天皇第三順位繼承人。[128]
- 台灣原中正國際機場正式更名為台灣桃園國際機場。[129]
- 由於英國首相布萊爾拒絕說明何時交棒，包括國防部次官瓦森在內的7名內閣成員提出辭呈。[130]
- 俄羅斯海軍一艘核子動力潛艦晚間因為線路短路失火，造成一名海軍士官長和一名水手死亡，軍方表示，這起事故並沒有造成輻射外洩，情況在控制之中。[131]
- 美國總統布什晚間首度坦承，為了探究911事件真相，中央情報局曾將14名主謀「留置」在秘密監獄之中。[132]
- 美國國土安全部和司法部宣布，美國執法人員已查獲15個貨櫃，裝有13萬5千多雙從中國走私進口的假耐吉（Nike）鞋，共起訴6名涉案者。據稱這是美國執法當局破獲的歷史上最大假冒商品走私案之一。[133]
- 中國旅滬級導彈驅逐艦「青島號」和補給燃料船「洪澤湖號」駛抵美國夏威夷珍珠港。這是6年來，中國軍艦首度到訪美國。[134]

## 9月5日
- 中國甘肅省徽縣水陽鄉二千多村民遠道來西安進行血鉛檢測，發現血液含鉛量超標，超過三百名兒童鉛中毒。距離幾百公尺的造鉛工廠可能是污染源頭，被懷疑是這次事件的起因。[135][136][137][138][139][140][141][142]
- 中國國務院總理溫家寶在接受英國《路透社》、《泰晤士報》、德國《德新社》、《法蘭克福匯報》、芬蘭《赫爾辛基新聞報》等五家歐洲媒體的聯合採訪時表示，中國在現階段推動鄉鎮一級政府領導人直選的條件還不成熟。[143]
- 墨西哥最高選舉法院7位法官一致裁定7月舉行的大選不存在舞弊，保守派的執政黨候選人費利佩·卡爾德隆當選總統，使兩個月來的舞弊指控落幕。[144]

## 9月4日
- 澳洲鱷魚專家史帝夫·厄文在拍攝紀錄片中途，被魔鬼魚的尾鉤刺中胸部死亡。[145]
- 全球最大型空中巴士A380在法國乘載474名乘客試飛成功。[146]

## 9月3日
- 2006年金字塔杯世界男子壁球公开赛在开罗进行了两场四分之一决赛。现排名世界第六、前世界头号壁球手英国人彼得·尼科尔，在赛后宣布退役。[147]
- 伊拉克库尔德部族领导人要求伊拉克政府更换萨达姆时代的国旗，否则库尔德斯坦将会正式宣布从伊拉克独立。[148]
- 伊拉克当局宣布，他们拘捕了伊拉克基地组织的第二号人物赛义迪。[149]
- 欧洲空间局发射的SMART-1号空间探测器成功撞击月球，完成了持续16个月的任务。[150]
- 美國前世界網球球王阿格西因傷於美國網球公開賽第三輪賽事中落敗，無緣晉級第四輪，正式結束了長達21年、傳奇性的職業生涯。[151][152][153][154]

## 9月2日
- 美國數以百計的天文學家連署，要求推翻2006年行星重定義。[155]

## 9月1日
- 一架伊朗客机在伊朗东北部城市马什哈德着陆时起火，目前已造成近29名乘客丧生。[156][157][158]
- 美國「國家癌症研究中心」（NCI）宣布：該中心的研究團隊已於癌症的基因治療取得重大進展，兩名罹患晚期黑色素瘤（一種皮膚癌）的病人，在注射經過基因改造的T細胞（白血球的一種）之後，病況大為好轉，且已經一年多沒有發病。[159][160]
- 美國國務院發布聲明指出，美國政府正式同意中華民國總統陳水扁在9月6日由諾魯返回台灣時過境關島的需求。[161]
- 美國飛彈防禦系統成功擊落模擬北韓大浦洞2號飛彈軌道的來襲彈頭，這是美國第1次成功攔截到模擬北韓飛彈，也是從1999年以來，飛彈防禦系統第6次測試成功。[162]
- 香港的新教育制度三三四制的第一批學生升上中學。